# Metepedanus accentuatus
Metepedanus accentuatus is een hooiwagen uit de familie Epedanidae.